# Vimovets
Vimovets (del ruso: Вимовец) es un posiólok del raión de Ust-Labinsk del krai de Krasnodar de Rusia. Está situado al norte de la orilla derecha Kubán, 19 km al nordeste de Ust-Labinsk y 77 km al nordeste de Krasnodar, la capital del krai. Tenía 1 684 habitantes en 2010
Es cabeza del municipio Vimovskoye, al que pertenece asimismo Yuzhni.

## Historia
Debe su nombre a una filial del Instituto de Toda Rusia de Mecanización Agrícola (conocido como VIM).

## Economía y transporte
La principal empresa de la localidad es la FGUP PZ Ládozhskoye (en época soviética el sovjós OPJ Ladozhski).